# مانهاتن السفلى
مانهاتن السفلى، والمعروفة أيضًا باسم وسط مدينة مانهاتن أو وسط مدينة نيويورك، هي الجزء الجنوبي من مانهاتن ، المنطقة المركزية للأعمال والثقافة والحكومة في مدينة نيويورك، وهي المدينة الأكثر سكانًا في الولايات المتحدة مع أكثر من 8.8 مليون نسمة اعتبارًا من تعداد 2020.
تُعَرَّفُ مانهاتن السفلى بشكل شائع على أنها المنطقة المحددة في الشمال من خلال الشارع الرابع عشر، في الغرب من نهر هدسون، في الشرق من النهر الشرقي، وفي الجنوب من ميناء نيويورك (المعروف أيضًا باسم خليج نيويورك العلوي). حي الأعمال في مانهاتن السفلى، والمعروف باسم الحي المالي ، يشكل النواة الرئيسية للمنطقة أسفل شارع تشامبرز.
نشأت المدينة نفسها في الطرف الجنوبي لجزيرة مانهاتن في عام 1624، في نقطة تشكل الآن الحي المالي الحالي. نما عدد سكان الحي المالي وحده إلى ما يقدر بنحو 61،000 نسمة اعتبارًا من عام 2018، ارتفاعًا من 43،000 اعتبارًا من عام 2014، والذي بدوره كان ضعف ما يقرب من 23،000 مسجلة في تعداد عام 2000.

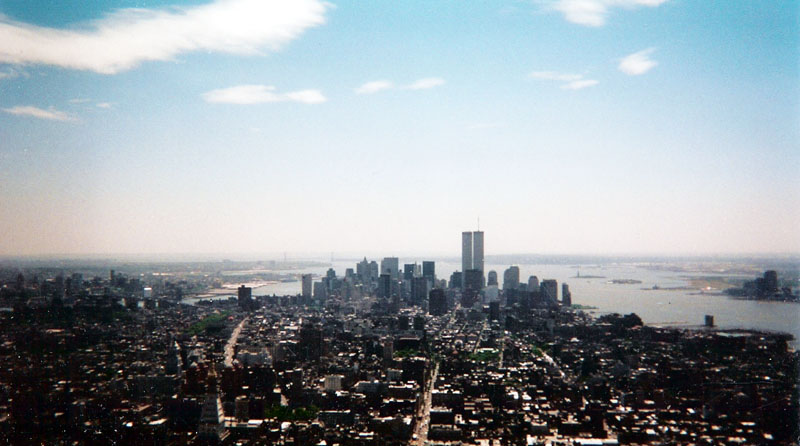
أفق مانهاتن السفلى قبل هجمات 11 سبتمبر في مايو 2001، من مبنى إمباير ستيت. سيطر البرجين التوأمين على الأفق في ذلك الوقت.